# العلاقات الأسترالية العراقية
العلاقات الأسترالية العراقية هي العلاقات الثنائية التي تجمع بين أستراليا والعراق. للعراق سفارة في كانبيرا عاصمة أستراليا، وقنصلية في سيدني، ولأستراليا سفارة في بغداد.

## مقارنة بين البلدين
هذه مقارنة عامة ومرجعية للدولتين:
| وجه المقارنة                                              | أستراليا                                   | العراق                       |
| --------------------------------------------------------- | ------------------------------------------ | ---------------------------- |
| المساحة (كم2)                                             | 7.69 مليون                                 | 437.07 ألف                   |
| عدد السكان (نسمة)                                         | 24.51 مليون                                | 38.27 مليون                  |
| الكثافة السكانية (ن./كم²)                                 | 3.19                                       | 87.56                        |
| العاصمة                                                   | كانبرا، ملبورن                             | بغداد                        |
| اللغة الرسمية                                             | لغة إنجليزية                               | اللغة العربية، اللغة الكردية |
| العملة                                                    | دولار أسترالي، جنيه إسترليني، جنيه أسترالي | دينار عراقي                  |
| الناتج المحلي الإجمالي (بليون دولار)                      | 1.32 تريليون                               | 197.72 مليار                 |
| الناتج المحلي الإجمالي (تعادل القوة الشرائية) بليون دولار | 1.10 تريليون                               | 560.73 مليار                 |
| الناتج المحلي الإجمالي الاسمي للفرد دولار أمريكي          | 56.31 ألف                                  | 4.94 ألف                     |
| الناتج المحلي الإجمالي للفرد دولار أمريكي                 | 45.92 ألف                                  | 15.06 ألف                    |
| مؤشر التنمية البشرية                                      | 0.939                                      | 0.654                        |
| رمز المكالمات الدولي                                      | +61                                        | +964                         |
| رمز الإنترنت                                              | .au                                        | .iq                          |
| المنطقة الزمنية                                           |                                            | ت ع م+03:00، ت ع م+04:00     |

## منظمات دولية مشتركة
يشترك البلدان في عضوية مجموعة من المنظمات الدولية، منها:
| علم المنظمة | اسم المنظمة                        | تاريخ انضمام أستراليا | تاريخ انضمام العراق |
| ----------- | ---------------------------------- | --------------------- | ------------------- |
|             | يونسكو                             | 4 نوفمبر 1946         | 21 أكتوبر 1948      |
|             | مؤسسة التمويل الدولية              | 20 يوليو 1956         | 27 ديسمبر 1956      |
|             | منظمة حظر الأسلحة الكيميائية       | ?                     | ?                   |
|             | مؤسسة التنمية الدولية              | 24 سبتمبر 1960        | 29 ديسمبر 1960      |
|             | وكالة ضمان الاستثمار متعدد الأطراف | 10 فبراير 1999        | 6 أكتوبر 2008       |
|             | الاتحاد البريدي العالمي            | ?                     | ?                   |
|             | منظمة الشرطة الجنائية الدولية      | ?                     | ?                   |
|             | الأمم المتحدة                      | 1 نوفمبر 1945         | 21 ديسمبر 1945      |
|             | الاتحاد الدولي للاتصالات           | 27 مايو 1878          | 12 نوفمبر 1928      |
|             | البنك الدولي للإنشاء والتعمير      | 5 أغسطس 1947          | 27 ديسمبر 1945      |

## أعلام
هذه قائمة لبعض الشخصيات التي تربطها علاقات بالبلدين:
- أسامة سامي (10 مارس 1983 – )
- بيتر كوركيس (لاعب كرة قدم أسترالي، القرن العشرين – )
- توبا خضوري (رسامة أمريكية، 1964[30][31][32] – )
- دون هاني (ممثل أسترالي، 18 سبتمبر 1975 – )
- ريتشل خضوري (رسامة أمريكية، 1964[33][34][35] – )
- فيصل غازي فيصل (لاعب كرة قدم عراقي، 18 أكتوبر 1980 – )
- ماريو شابو (لاعب كرة قدم عراقي، 5 مايو 1998 – )

## وصلات خارجية
- موقع وزارة الخارجية الأسترالية
- موقع وزارة الخارجية العراقية